# I like Ike

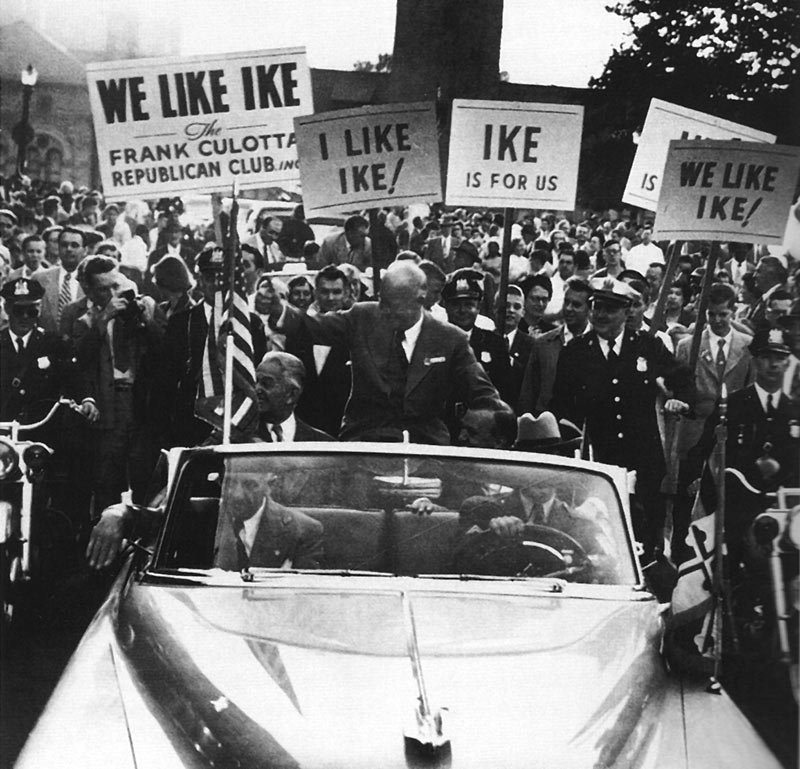
Sostenitori di Ike Eisenhower nelle elezioni presidenziali USA (1952)

I like Ike è un'espressione in lingua inglese nota per essere stato uno slogan promozionale nelle elezioni presidenziali negli Stati Uniti d'America del 1952 e per essere stata oggetto di studio da parte del linguista Roman Jakobson in un famoso saggio sulla funzione poetica del linguaggio.

## Slogan promozionale
«I like Ike» è un'espressione in inglese che può essere tradotta in italiano con «Mi piace Ike». Fu scelta  da Peter George Peterson come slogan promozionale a favore del generale Dwight Eisenhower, detto "Ike", nelle elezioni presidenziali negli Stati Uniti d'America del 1952; Peterson diventerà nel 1953 direttore dell'agenzia pubblicitaria McCann Erickson e più tardi, negli anni settanta, segretario al Commercio degli Stati Uniti con il presidente repubblicano Richard Nixon. Lo slogan, molto orecchiabile in lingua inglese, divenne popolare e si pensa sia stato efficace nel rendere popolare la figura del candidato repubblicano.
Questa espressione è stata adottata come motto della portaerei a propulsione nucleare USS Dwight D. Eisenhower.  

## Funzione poetica
L'espressione «I like Ike» fu analizzata dal linguista Roman Jakobson a proposito della funzione poetica del linguaggio nell'opera Essais de linguistique générale del 1963 tradotta in italiano nel 1966 col titolo Saggi di linguistica generale. Secondo Jakobson I like Ike è un esempio molto efficace della funzione poetica del messaggio. I like Ike, infatti, risulta gradevole all'ascolto per le allitterazioni e le rime interne; è pertanto facile da ricordare e quindi di efficace espressività:
(Roman Jakobson, Saggi di linguistica generale, Op. cit, p. 190)
L'espressione è stata analizzata anche da Umberto Eco.